# .mz
.mz – domena internetowa przypisana do Mozambiku. Została utworzona 4 września 1992. Zarządza nią Centro de Informatica de Universidade Eduardo Mondlane.